# 주노명 베이커리
"주노명 베이커리"는 2000년에 개봉한 대한민국의 영화이다.

## 캐스팅
- 최민수 : 주노명 역
- 황신혜 : 한정희 역
- 이미연 : 이해숙 역
- 여균동 : 박우석 역
- 조선묵 : 문방구 역
- 엄춘배 : 복덕방 역
- 김지선 : 주희연 역
- 맹세창 : 박준호 역
- 구혜령 : 빵 훔치는 여자 역
- 신구 : 노신사 역 (특별출연)
- 김의성 : 편집장 역 (특별출연)
- 윤현숙 : 유부녀 역 (특별출연)
- 전수경 : 케이크 반품 아줌마 역 (특별출연)
- 이세창 : 케이크 고르는 남녀 역 (특별출연)
- 강민경 : 케이크 고르는 남녀 역 (특별출연)